# Curimus rudis
Curimus rudis là một loài bọ cánh cứng trong họ Byrrhidae. Loài này được Fairmaire miêu tả khoa học năm 1876.